# Đại Bình nguyên Bắc Mỹ
Đại Bình nguyên (tiếng Anh: Great Plains, tiếng Pháp: Grandes Plaines), đôi khi chỉ đơn giản là "the Plains", là một vùng rộng lớn của đồng bằng ở Bắc Mỹ. Nó nằm ở phía tây của Sông Mississippi và phía đông của Dãy núi Rocky, phần lớn được bao phủ bởi đồng cỏ, thảo nguyên và đồng cỏ Bắc Mỹ. Nó thuộc phần chính phía nam của Đồng bằng nội địa, cũng bao gồm thảo nguyên cỏ cao giữa Ngũ đại hồ và Cao nguyên Appalachian, đồng bằng Taiga và  vùng sinh thái đồng bằng Boreal ở Bắc Canada. Thuật ngữ Đồng bằng phía Tây (Western Plains) được sử dụng để mô tả vùng sinh thái của Đồng bằng lớn, hay nói cách khác là phần phía tây của Đồng bằng lớn.
Great Plains nằm trên cả Trung Hoa Kỳ và Tây Canada, bao gồm:
- Toàn bộ tiểu bang của Kansas, Nebraska, Bắc Dakota và Nam Dakota;
- Các phần của các tiểu bang Hoa Kỳ Colorado, Iowa, Minnesota, Missouri, Montana, New Mexico, Oklahoma, Texas và Wyoming;
- Các phần phía nam của các tỉnh của Canada thuộc Alberta, Saskatchewan và Manitoba.

Thuật ngữ "Great Plains" thường đề cập cụ thể đến phần thuộc vùng sinh thái của Hoa Kỳ trong khi phần của Canada được gọi là Thảo nguyên Canada. Tại Canada, nó bao gồm đông nam Alberta, nam Saskatchewan và một dải hẹp tây nam Manitoba, ba tỉnh này được gọi chung là "Các tỉnh thảo nguyên". Toàn bộ khu vực được biết đến với việc hỗ trợ gia súc-trang trại và nông nghiệp trên đất khô.
Đồng cỏ là một trong những quần xã sinh vật ít được bảo vệ nhất với các khu vực rộng lớn đã được chuyển đổi cho mục đích nông nghiệp và đồng cỏ chăn thả.

## Quy mô

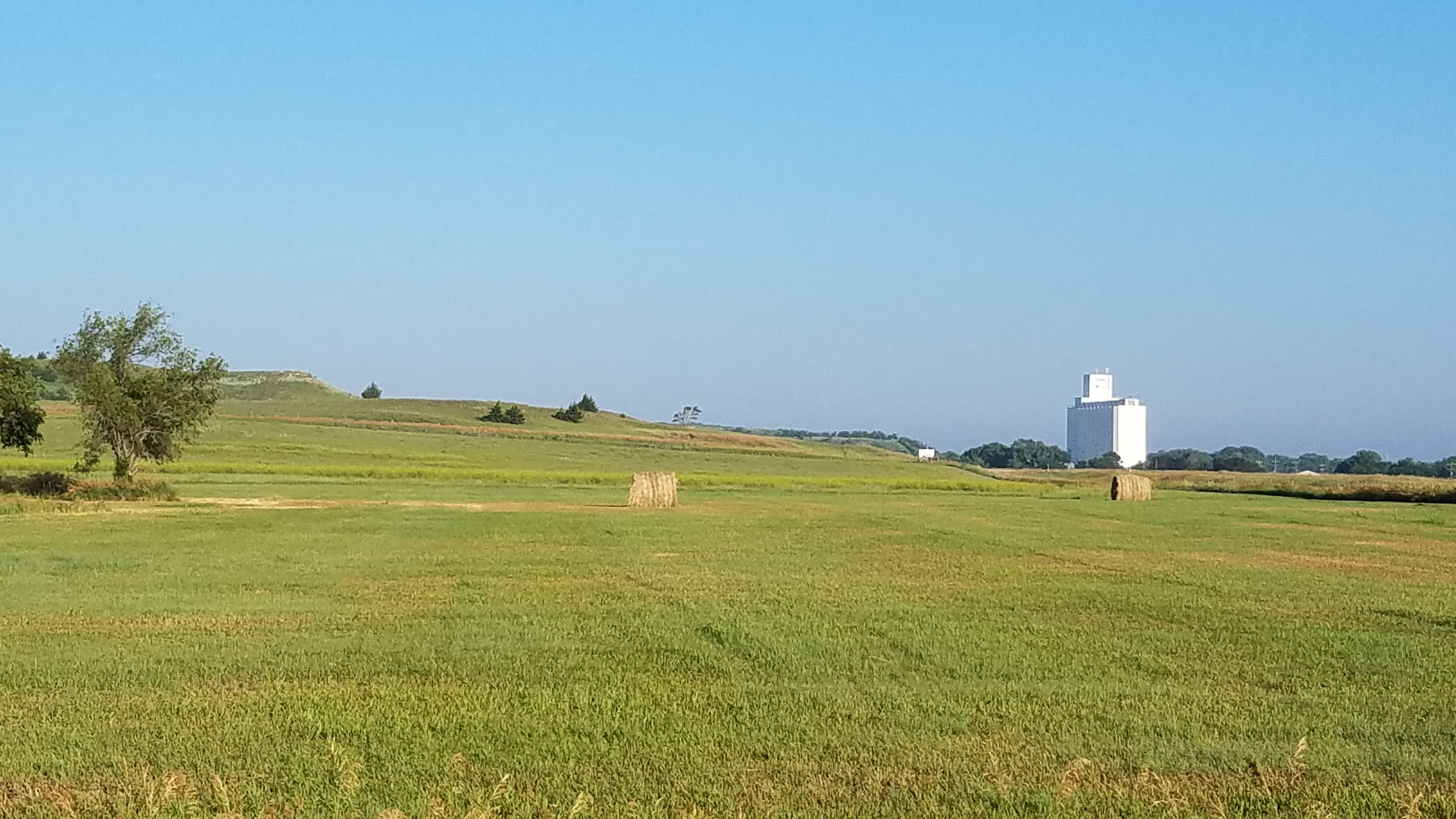
Đại bình nguyên gần một cộng đồng nông nghiệp ở trung tâm Kansas

Khu vực này rộng khoảng 500 mi (800 km) từ đông sang tây và 2.000 mi (3.200 km) từ bắc xuống nam. Phần lớn khu vực này là nơi sinh sống của đàn Bò rừng bizon Mỹ cho đến khi chúng bị săn bắt đến gần như tuyệt chủng vào giữa/cuối thế kỷ 19. Nó có diện tích khoảng 500.000 dặm vuông Anh (1.300.000 km2). Suy nghĩ hiện tại về ranh giới địa lý của Great Plains được thể hiện qua bản đồ Lưu trữ ngày 6 tháng 1 năm 2011 tại Wayback Machine này tại Trung tâm Nghiên cứu Đại bình nguyên, Đại học Nebraska–Lincoln. Tuy nhiên, định nghĩa này chủ yếu mang tính sinh thái học, không phải địa lý học. Đồng bằng phương Bắc của Tây Canada giống nhau về mặt địa lý, nhưng được phân biệt bởi diện mạo lãnh nguyên và rừng (chứ không phải đồng cỏ).

## Vị trí địa lý

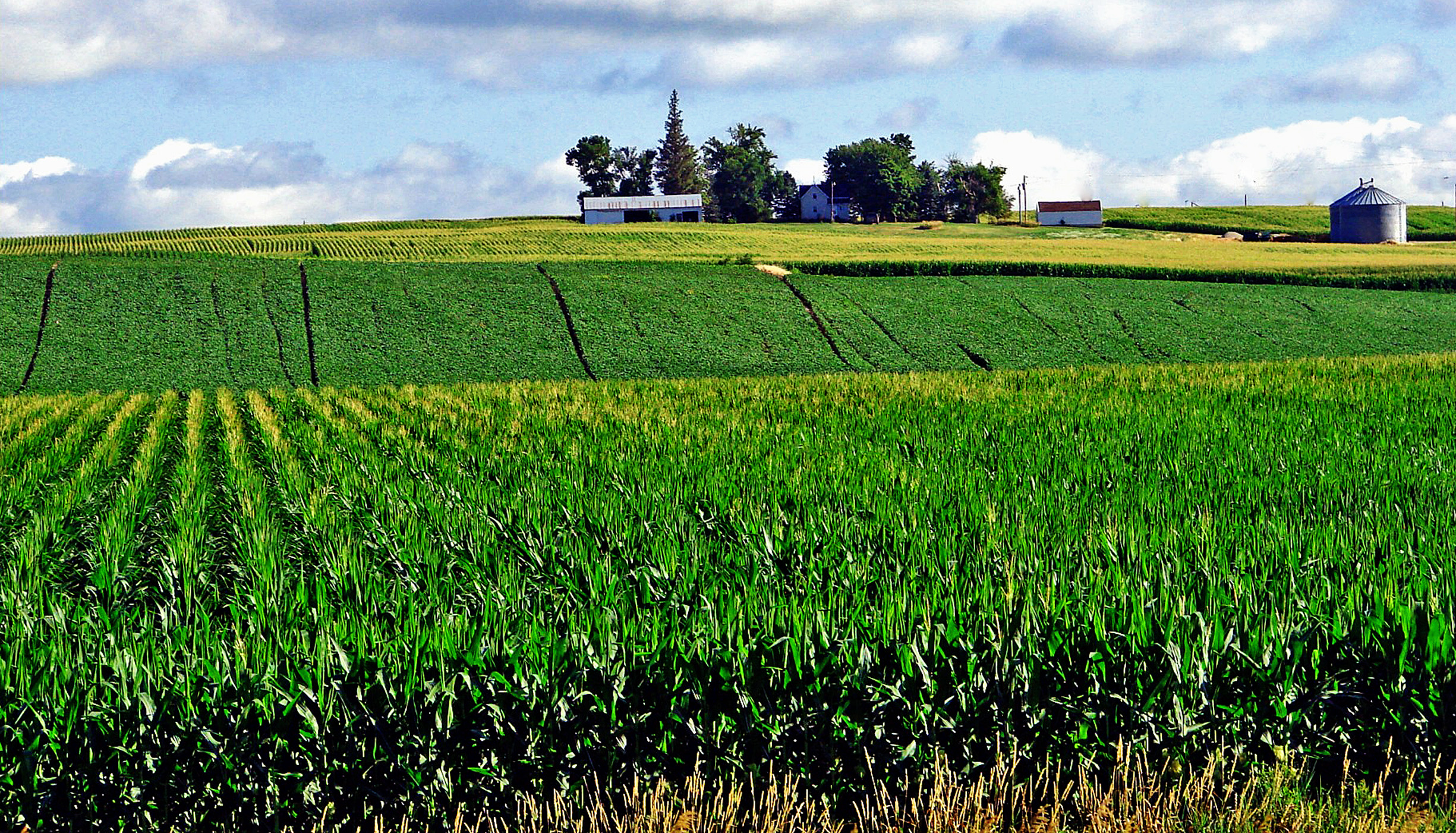
Đất nông nghiệp ở các hạt Sioux và Lyon, Iowa (2013)

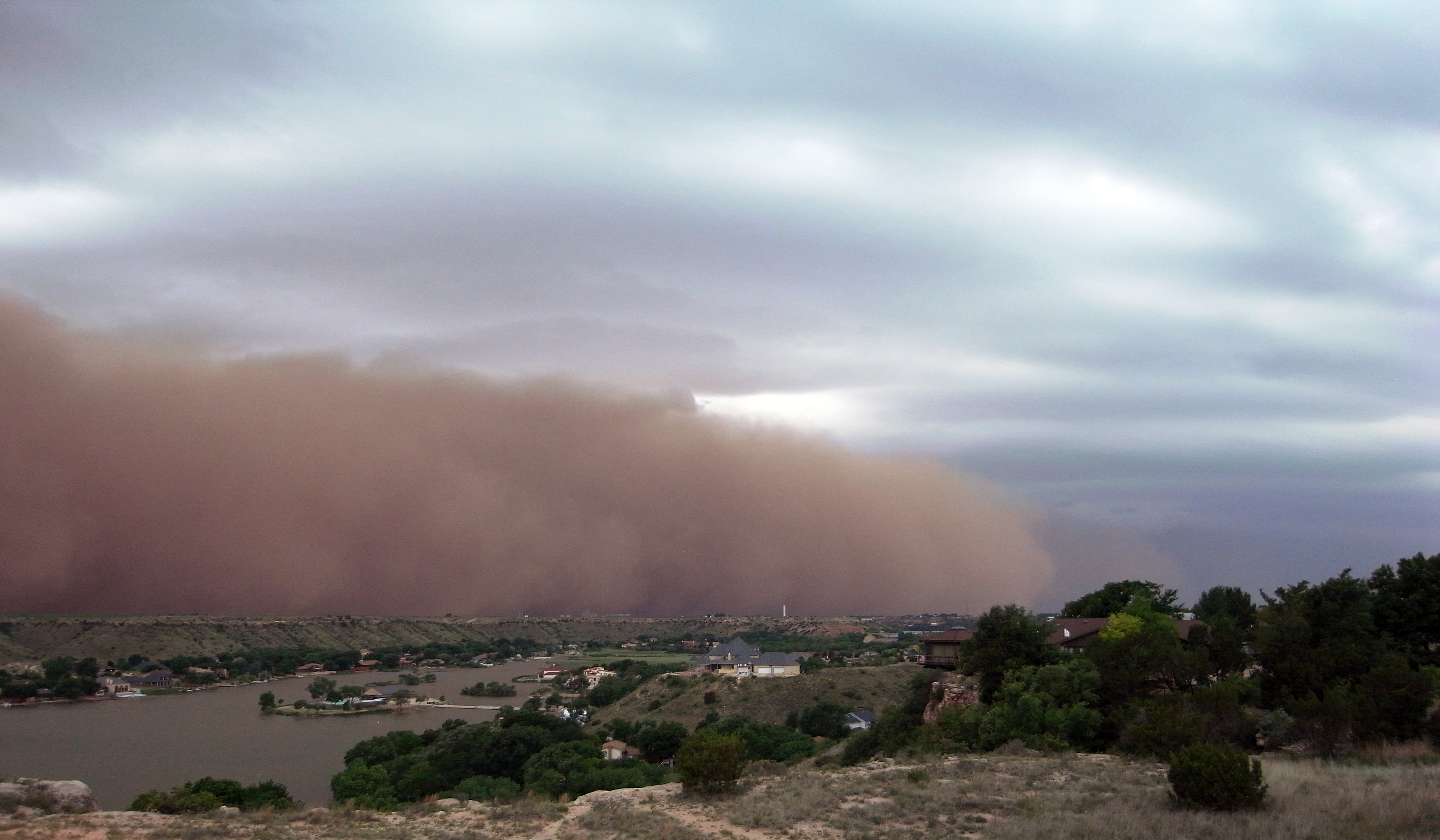
Đám mây bụi di chuyển qua Llano Estacado gần Ransom Canyon, Texas

Đại Bình nguyên là phần cực tây của đồng bằng nội địa Bắc Mỹ rộng lớn, kéo dài về phía đông đến Cao nguyên Appalachian. Khảo sát Địa chất Hoa Kỳ chia Great bình nguyên ở Hoa Kỳ thành mười phân khu sinh lý:
- Missouri Coteau hay Cao nguyên Missouri (cũng mở rộng sang Canada), có sông băng – phía đông trung tâm Nam Dakota, phía bắc và phía đông Bắc Dakota, và đông bắc Montana;
- Coteau du Missouri, không có băng – tây Nam Dakota, đông bắc Wyoming, tây nam Bắc Dakota và đông nam Montana;
- Black Hills – phía tây Nam Dakota;
- High Plains – đông nam Wyoming, tây nam Nam Dakota, tây Nebraska (bao gồm cả Sand Hills), đông Colorado, tây Kansas, tây Oklahoma, đông New Mexico, và tây bắc Texas (bao gồm Llano Estacado và Texas Panhandle);
- Biên giới Đồng bằng – trung tâm Kansas và bắc Oklahoma (bao gồm Flint, Red và Smoky Hills);
- Colorado Piedmont – đông Colorado;
- Đoạn Raton – đông bắc New Mexico;
- Thung lũng Pecos – phía đông New Mexico;
- Cao nguyên Edwards – trung nam Texas; và
- Phần Central Texas – trung tâm Texas.

Ngoài ra, có thể thêm các tiểu vùng địa lý của Canada như Đồng bằng Alberta, Đồi cây bách, Vách đá Manitoba (về phía đông), Đồng bằng Manitoba, Missouri Coteau (dùng chung), Chân đồi núi Rocky (về phía đông) và Đồng bằng Saskatchewan.
Đại bình nguyên bao gồm một dải đất rộng được bao bọc bởi địa tầng gần như nằm ngang kéo dài về phía tây từ kinh tuyến 97 phía tây đến chân của Dãy núi Rocky, cách 300 đến 500 dặm (480 đến 800 km). Nó kéo dài về phía bắc từ ranh giới Mexico đến tận Canada. Mặc dù độ cao của đồng bằng tăng dần từ 600 hoặc 1.200 ft (370 m) ở phía đông lên 4.000–5.000 hoặc 6.000 foot (1.800 m) gần những ngọn núi, cứu trợ địa phương nói chung là nhỏ. Ở đây có khí hậu bán khô hạn loại trừ sự phát triển của cây cối và mở ra tầm nhìn sâu rộng.

### Đồng bằng lớn phía Bắc

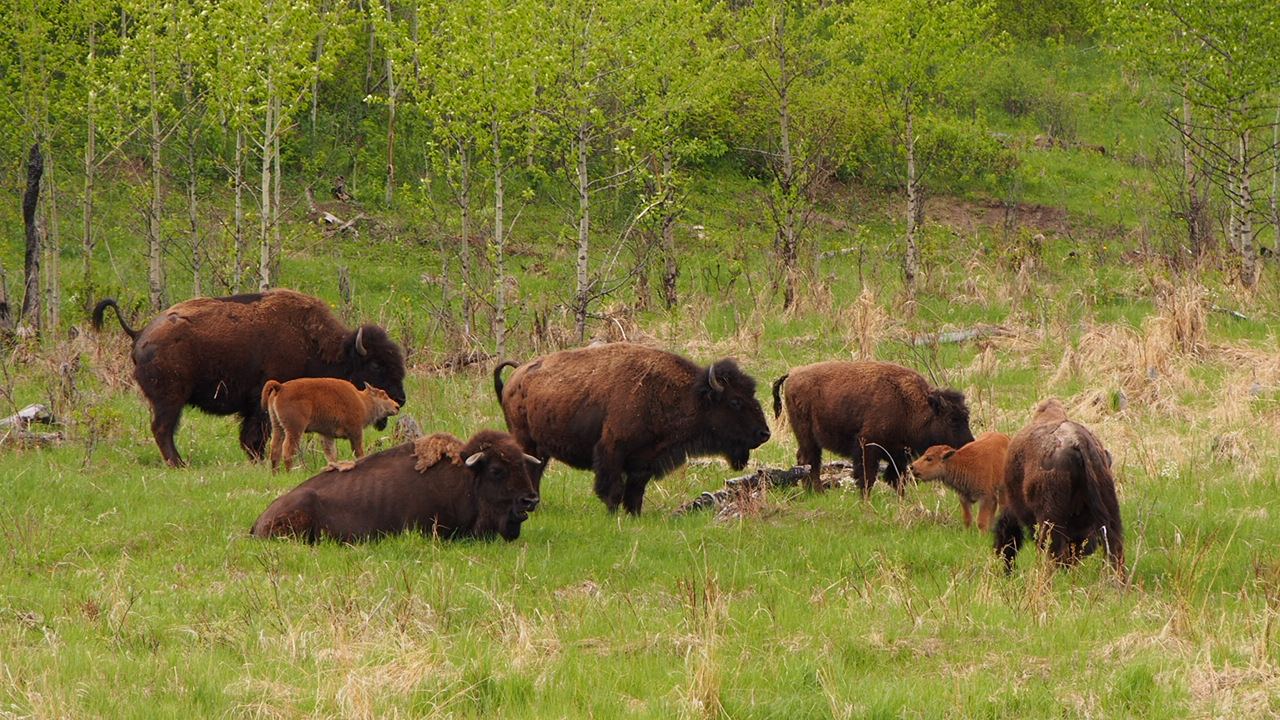
Đàn bò rừng ở nhiều độ tuổi khác nhau đang nghỉ ngơi tại Công viên đảo Elk, Alberta

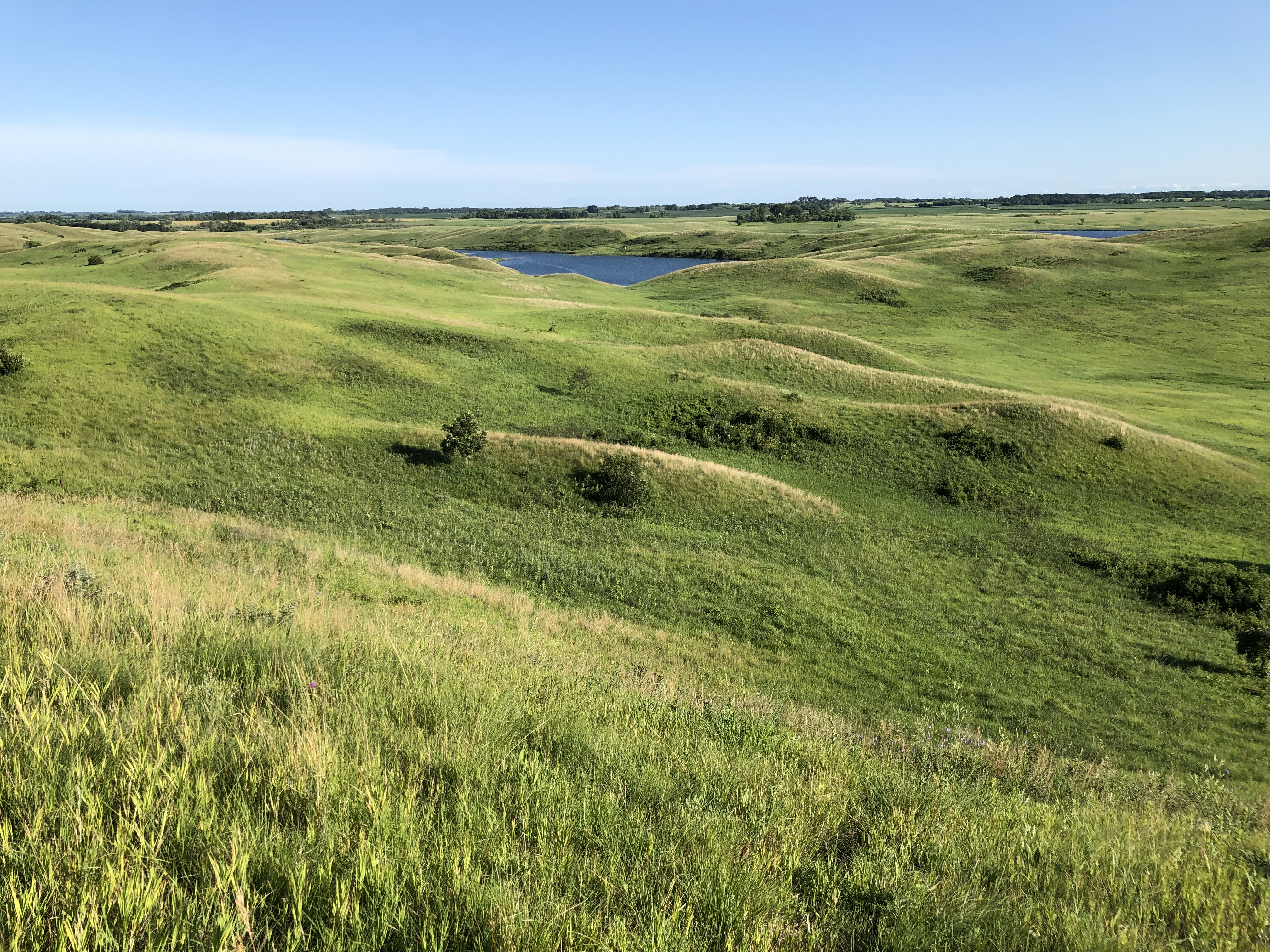
Đại bình nguyên ở thảo nguyên vùng cao của Minnesota tại Công viên tiểu bang Glacial Lakes

Đồng bằng phía bắc bị gián đoạn bởi một số khu vực núi nhỏ. Black Hills, chủ yếu ở phía tây Nam Dakota, là nhóm lớn nhất. Chúng nổi lên như một hòn đảo lớn trên biển, chiếm một diện tích hình bầu dục khoảng 100 dặm (160 km) theo hướng bắc-nam 50 dặm (80 km) theo hướng đông-tây. Tại Đỉnh Black Elk, chúng đạt độ cao 7.216 foot (2.199 m) và có khả năng giải tỏa hiệu quả trên vùng đồng bằng 2000 hoặc 3.000 ft (910 m). Khối núi này có cấu trúc vòm phẳng, giống như mái vòm, hiện được chia cắt rõ ràng do hậu quả tỏa ra bởi các dòng chảy. Các tầng trên cùng yếu hơn đã bị xói mòn xuống mức đồng bằng, nơi các cạnh nhô lên của chúng bị cắt cụt đều đặn. Các tầng cứng hơn tiếp theo đó đã bị xói mòn đủ để lộ ra lõi của đá kết tinh của đá lửa và biến chất bên dưới, trong khoảng một nửa diện tích hình vòm.

### Đồng bằng lớn trung gian
Ở phần trung gian của đồng bằng, giữa vĩ độ 44° và 42°, bao gồm phía nam Nam Dakota và phía bắc Nebraska, sự xói mòn của một số vùng rất lớn là đặc biệt công phu. Vùng này có tên gọi là Badlands, nó là một vùng được mổ xẻ tỉ mỉ với độ cao vài trăm feet. Điều này là do một số nguyên nhân:
- khí hậu khô, ngăn cản sự phát triển của cỏ
- kết cấu mịn của địa tầng Đệ tam ở các vùng đất xấu
- vào những lúc trời mưa, cácdòng nước nhỏ tạo nên thung lũng nhỏ của riêng nó.[3]

### Đồng bằng lớn Trung tâm

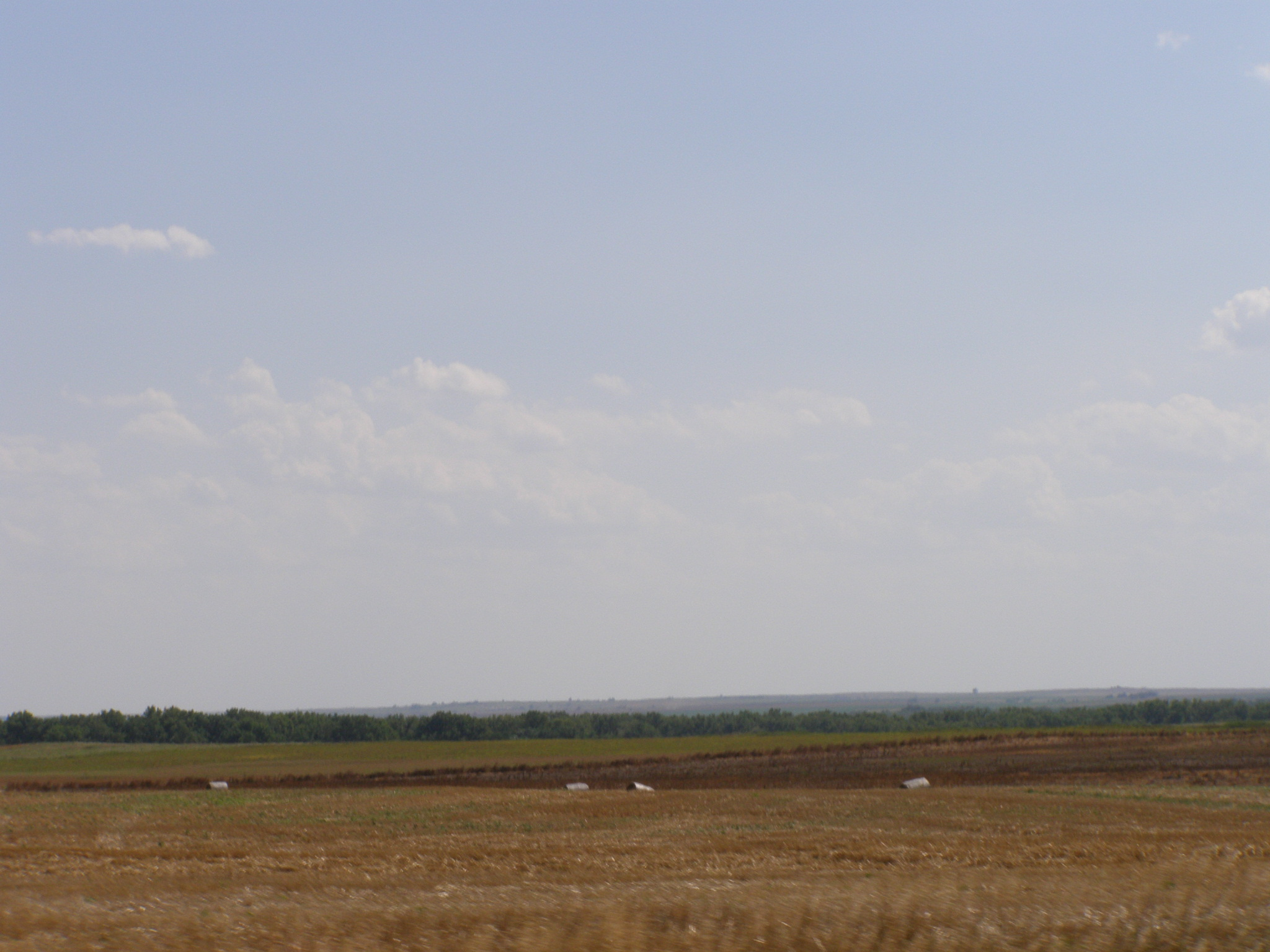
The High Plains of Kansas, in the Smoky Hills near Nicodemus

Phần trung tâm của Đại bình nguyên, nằm giữa vĩ độ 42° và 36°, chiếm phần đông Colorado và tây Kansas, chủ yếu là chia cắt phần giữa sông và đồng bằng. Nghĩa là, khu vực này đã từng được bao phủ bởi một đồng bằng toàn sỏi và cát thoai thoải, trải dài về phía trước trên một khu vực trống trải rộng lớn như một vùng đồng bằng, do các con sông chảy ra từ các ngọn núi . Kể từ đó, nó đã ít nhiều bị chia cắt bởi sự xói mòn của các thung lũng. Vì lý do này mà phần trung tâm của đồng bằng thể hiện sự tương phản rõ rệt với phần phía bắc.

### Đồng bằng lớn phía Nam

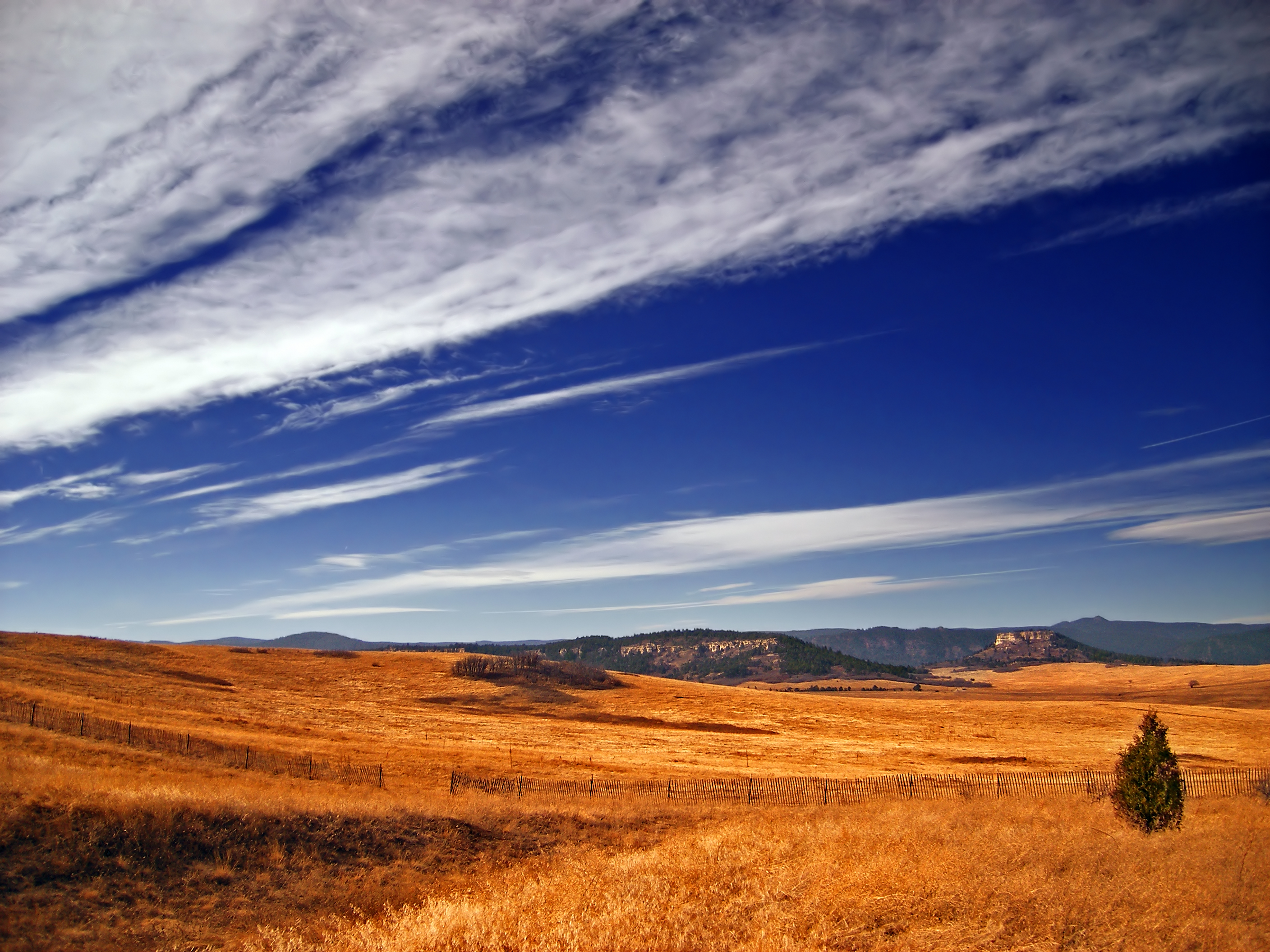
Thảo nguyên cỏ ngắn gần dãy phía trước của Rockies ở Colorado

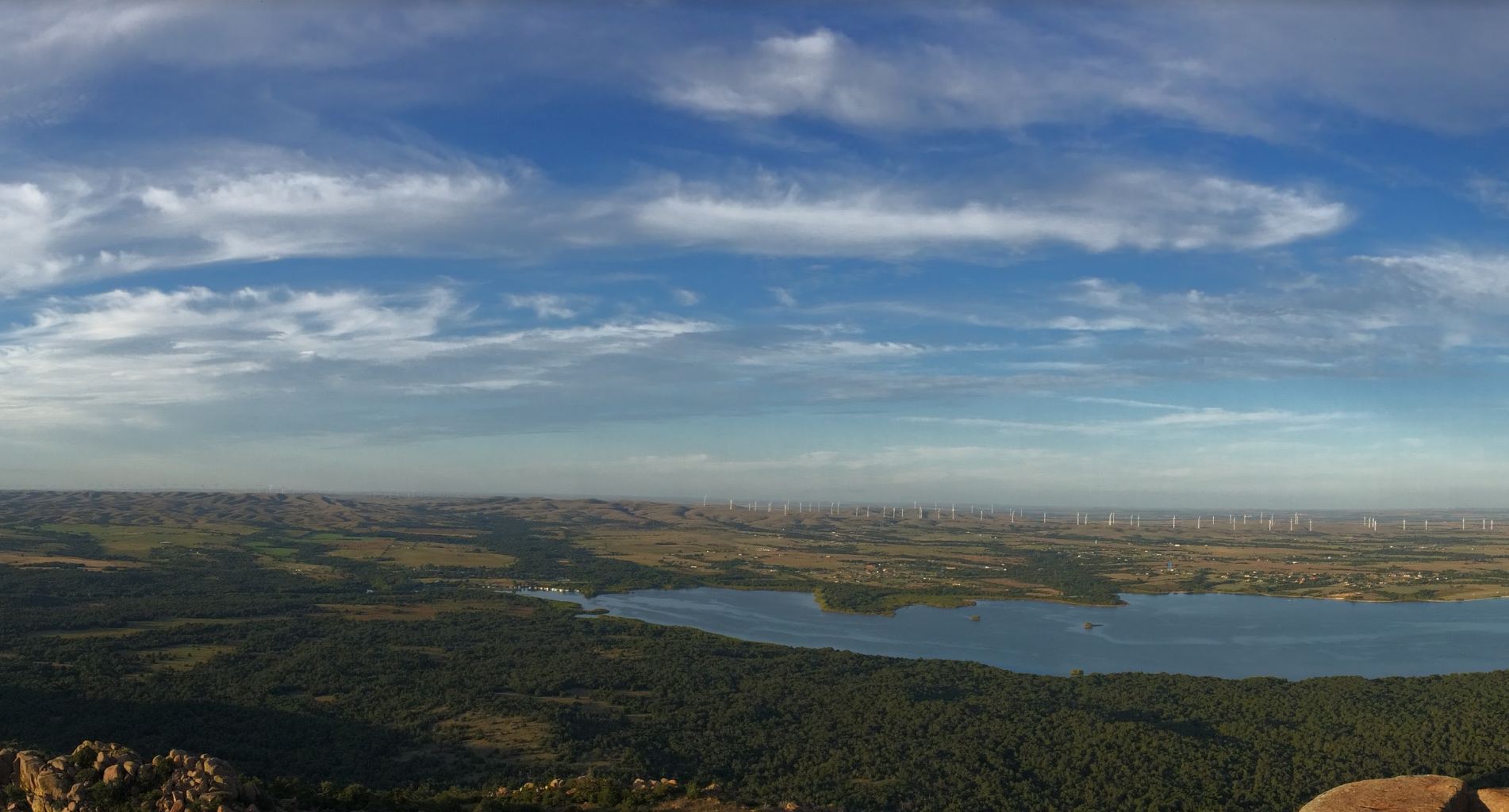
Quang cảnh hồ Lawtonka và tua-bin gió từ núi Scott, Oklahoma

Phần phía nam của Đại Bình nguyên, giữa vĩ độ 35,5° và 25,5°, nằm ở phía tây Texas, phía đông New Mexico và phía tây Oklahoma. Giống như phần trung tâm, phần lớn nó là một đồng bằng dễ bị chia cắt. Tuy nhiên, những vùng đất thấp hơn bao quanh nó ở mọi phía khiến nó trở nên nổi bật đến mức nó dựng đứng như một vùng đất bình nguyên, được biết đến từ thời người Mexico chiếm đóng với tên gọi Llano Estacado. Nó đo được khoảng 150 dặm (240 km) đông-tây và 400 dặm (640 km) bắc-nam. Nó có đường viền rất bất thường, thu hẹp về phía nam. Độ cao của nó là 5.500 foot (1.700 m) tại điểm cao nhất phía tây, gần những ngọn núi nhất nơi cung cấp sỏi cho nó. Từ đó, nó dốc về phía đông nam với tốc độ giảm dần, đầu tiên là khoảng 12 ft (3,7 m), sau đó khoảng 7 ft mỗi dặm (1,3 m/km), đến biên giới phía đông và phía nam, nó ở độ cao 2.000 foot (610 m). Giống như High Plains xa hơn về phía bắc, nó cực kỳ bằng phẳng.

### Thuật ngữ khác
Thuật ngữ "Đồng bằng phía Tây" được sử dụng để mô tả vùng sinh thái của Đại Bình nguyên, hoặc cách khác là phần phía tây của Đại Bình nguyên. Lịch sử tự nhiên

### Khí hậu

Một cơn lốc xoáy đổ bộ xuống Park County, Colorado, ngày 23 tháng 7 năm 2018

Nói chung, Đại Bình nguyên có nhiều loại thời tiết, với mùa đông rất lạnh và khắc nghiệt và mùa hè rất nóng và ẩm. Tốc độ gió thường rất cao, đặc biệt là vào mùa đông.

### Động vật

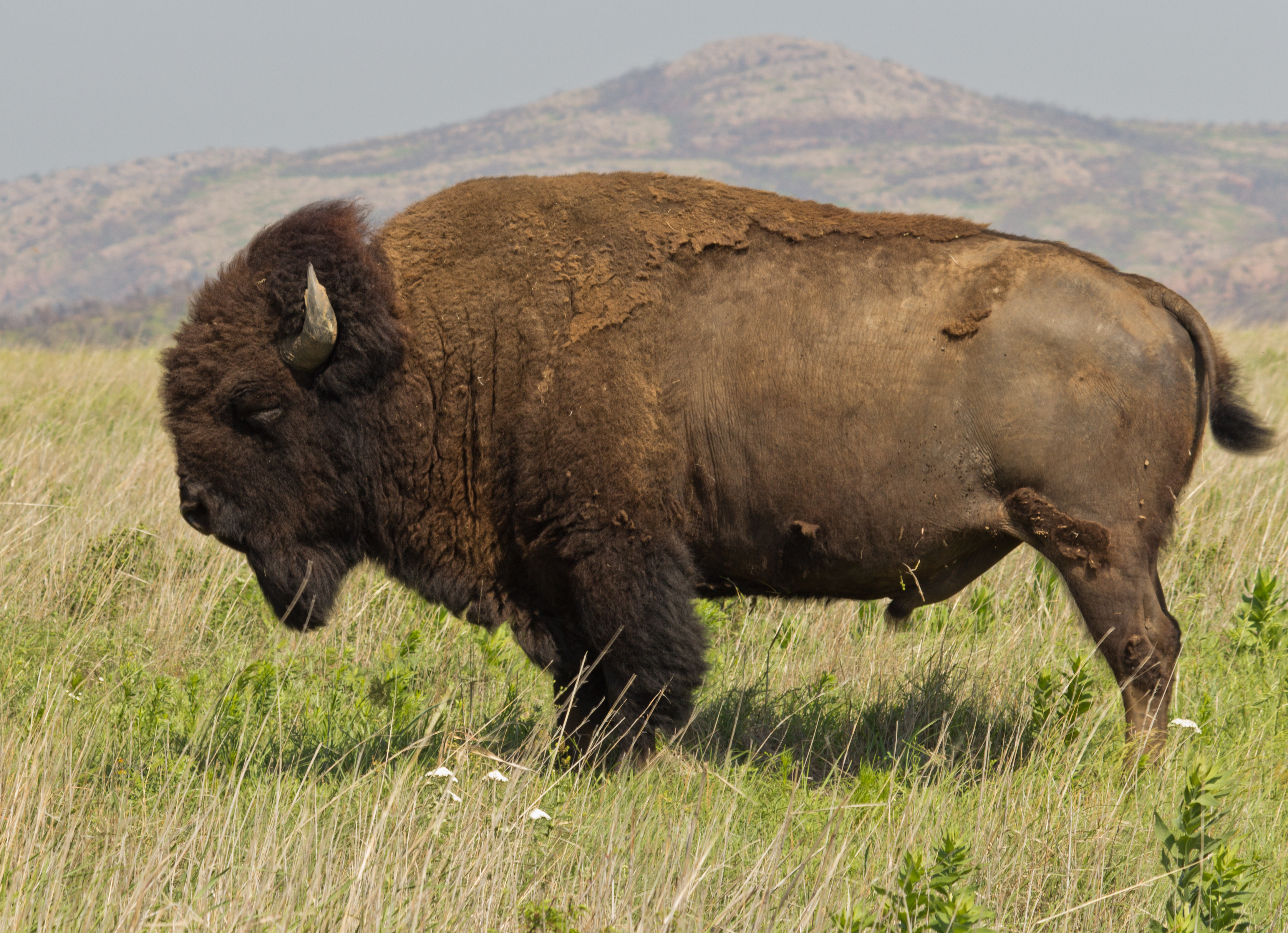
Bò rừng Mỹ (Bison bison), Khu bảo tồn động vật hoang dã núi Wichita, Oklahoma

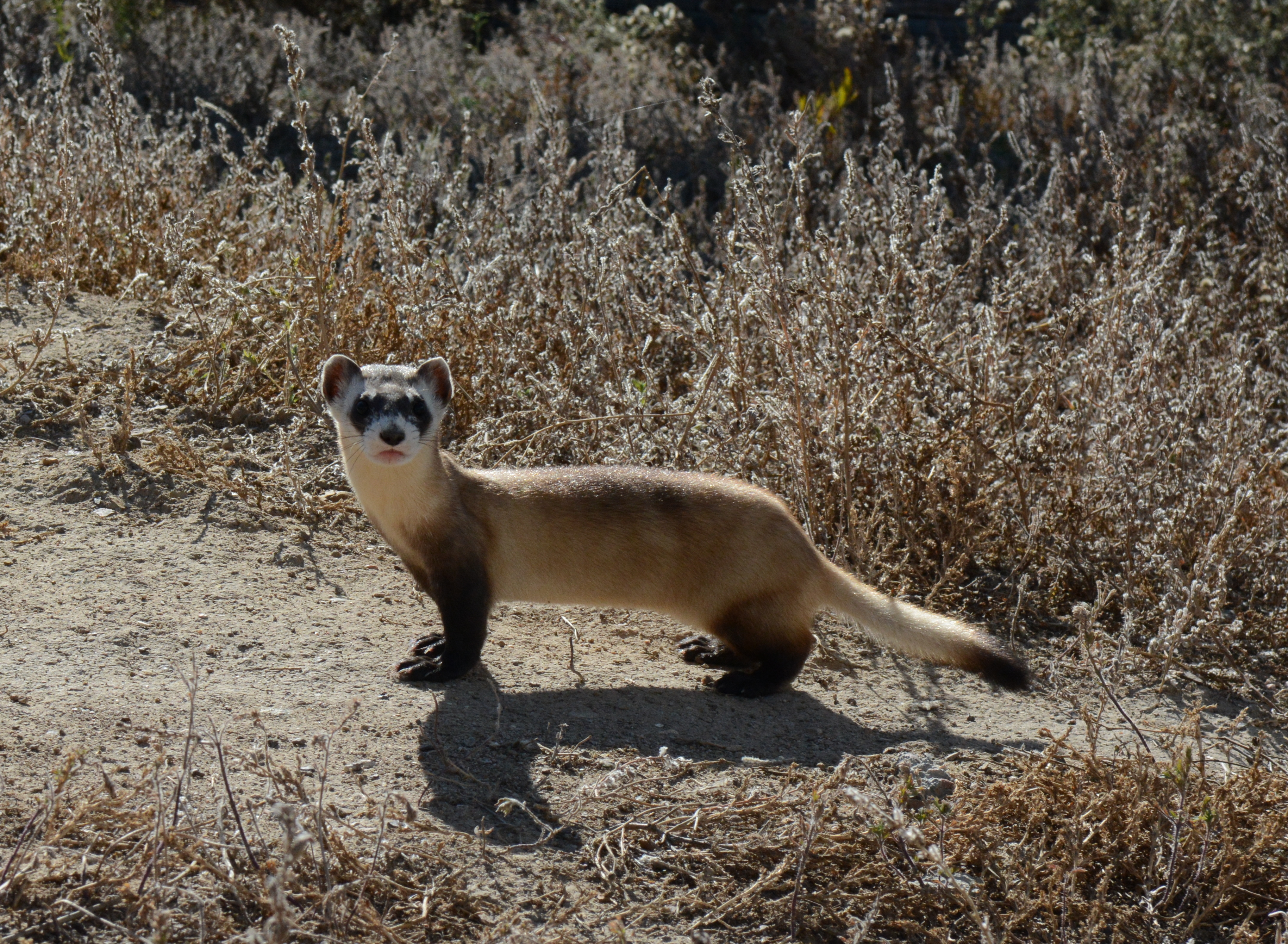
Chồn chân đen (Mustela nigripes) Trung tâm bảo tồn chồn chân đen quốc gia, Colorado
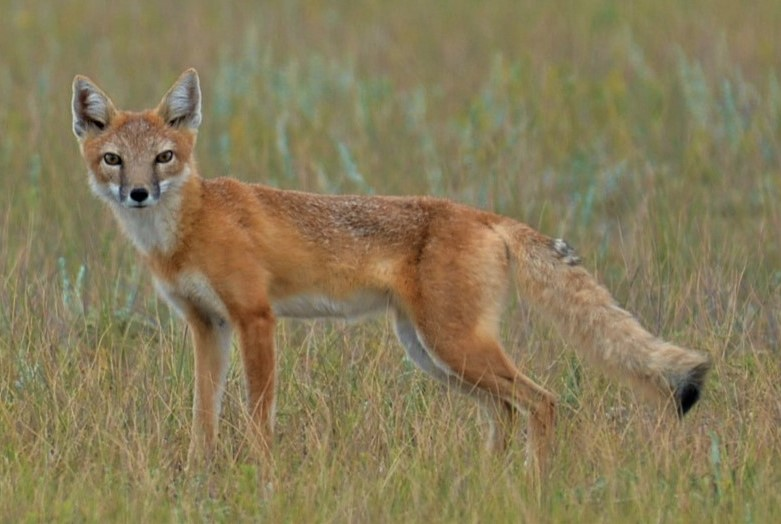
Cáo nhanh (Vulpes velox), Colorado
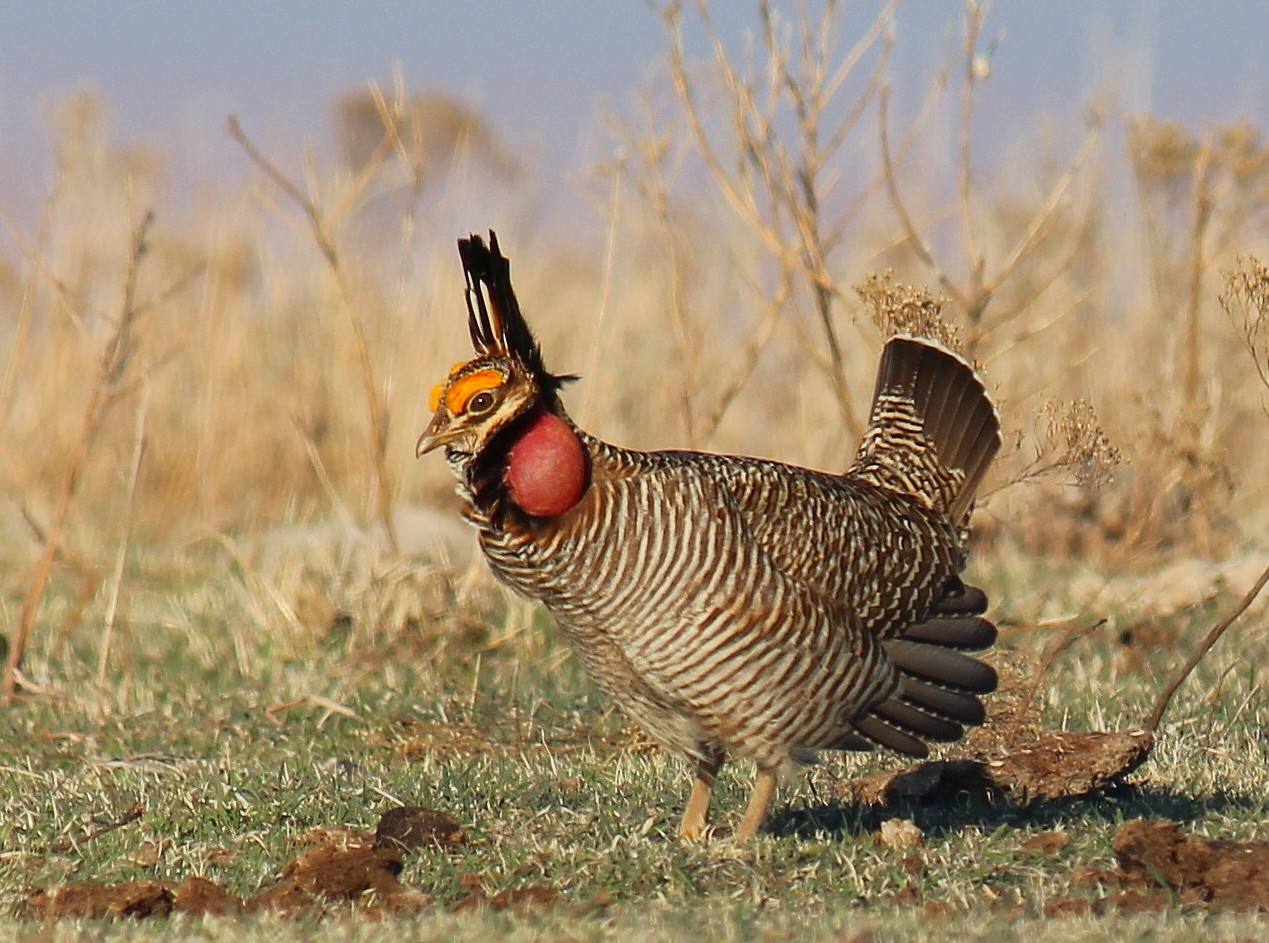
Gà đồng cỏ (Tympanuchus pallidicicinctus) trên lek ở Red Hills của Kansas
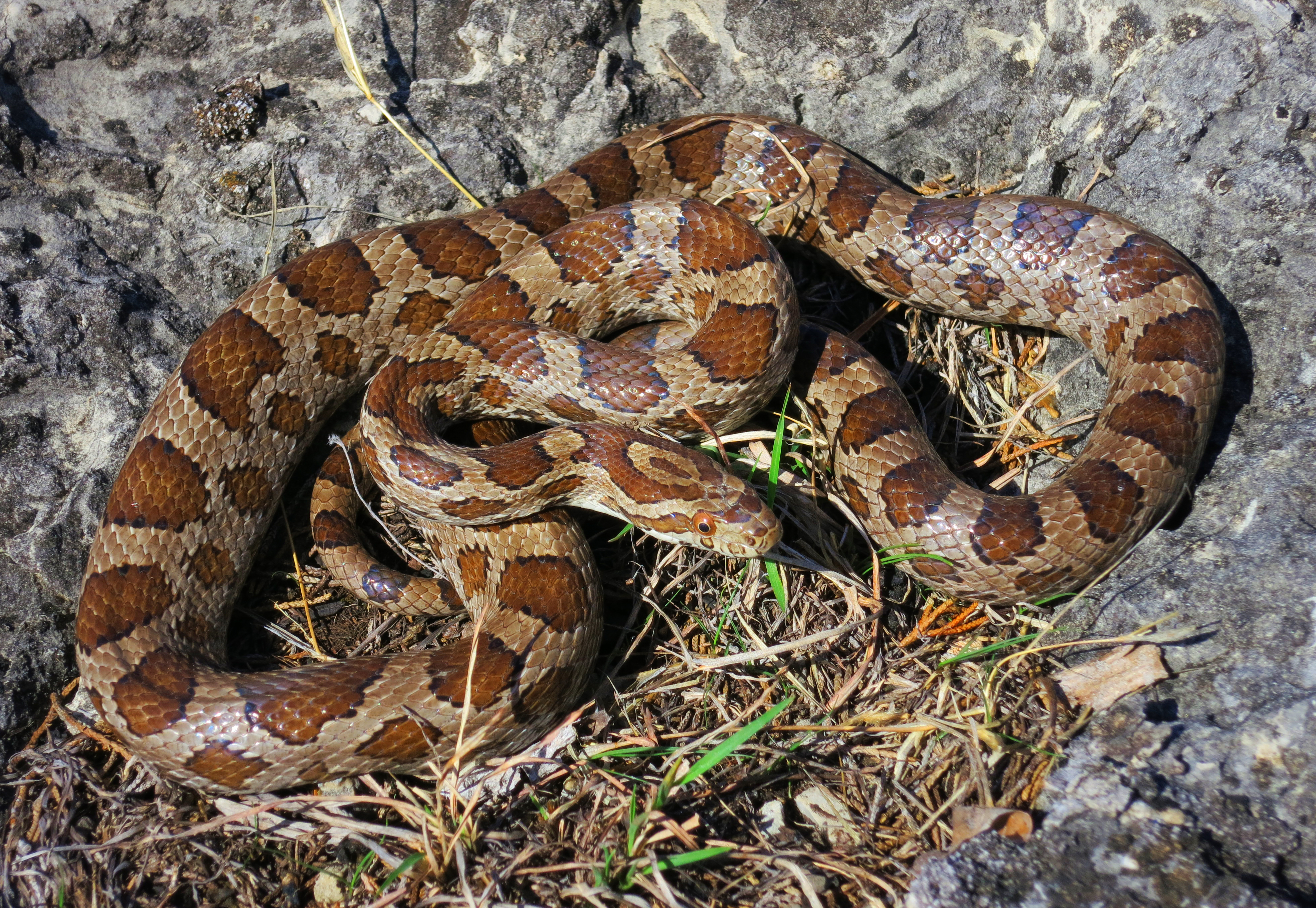
Rắn săn chuột Đại Bình nguyên (Pantherophis emoryi), Missouri
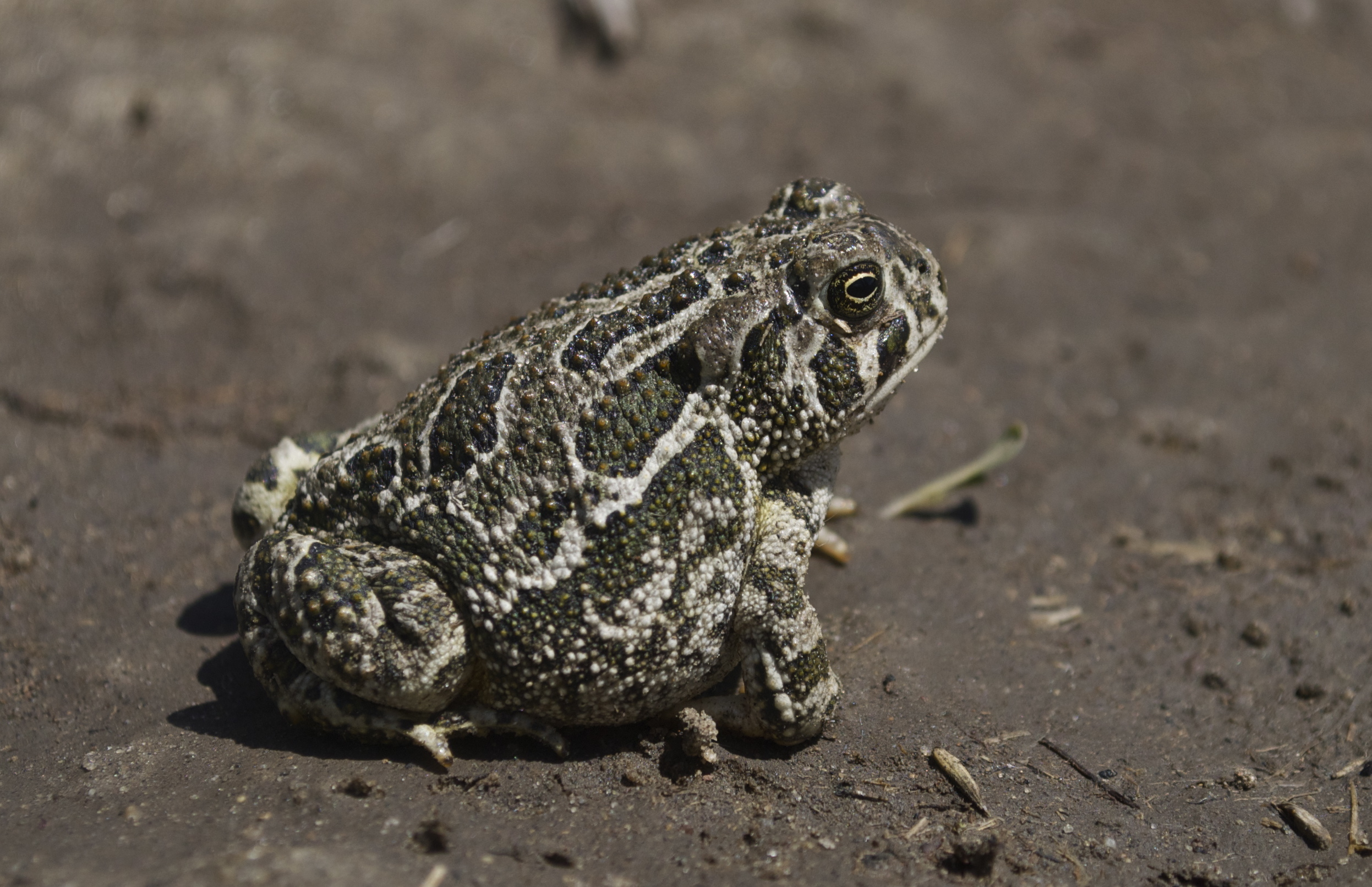
Cóc Đại Bình nguyên (Anaxyrus cognatus)

### Cổ sinh vật học

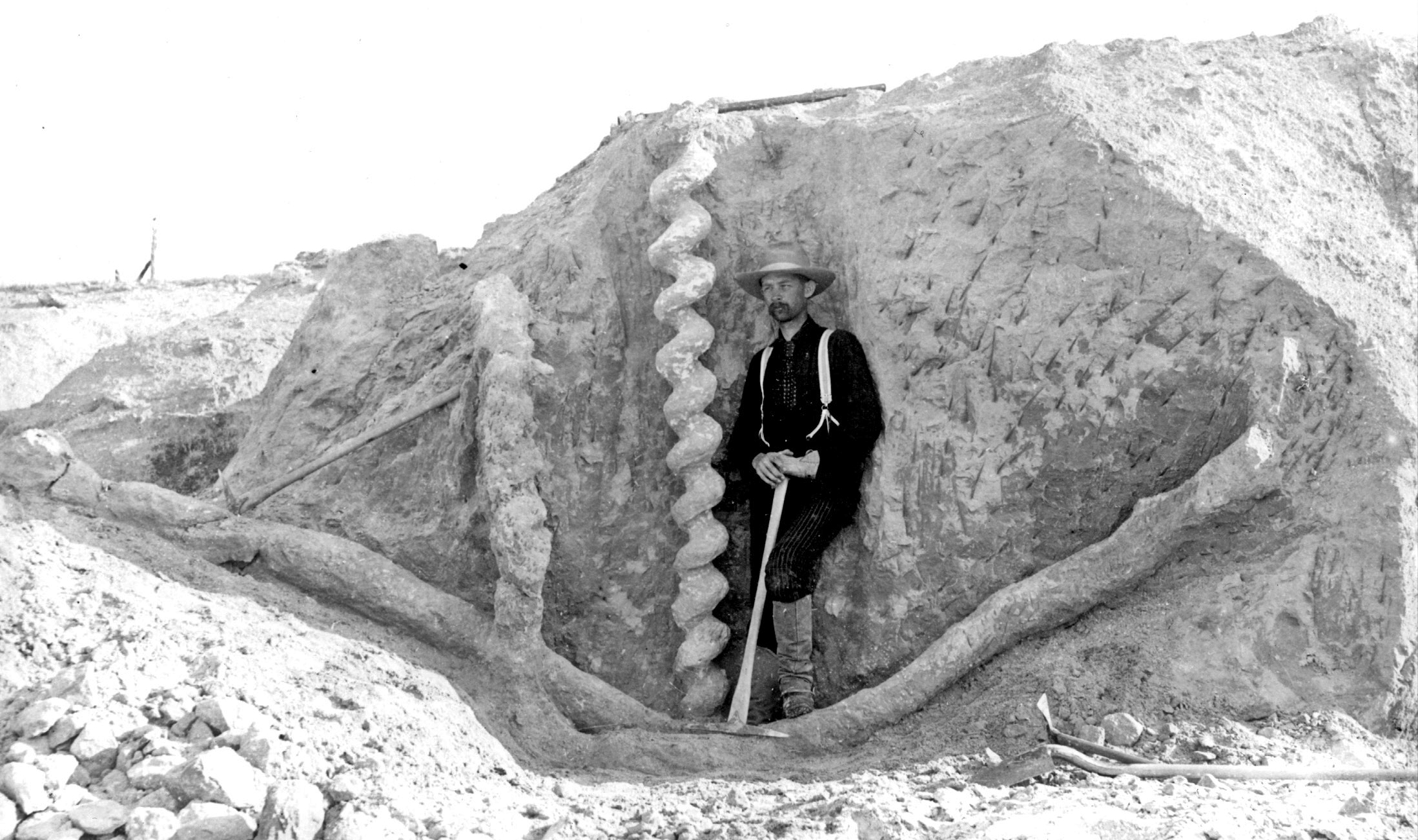
Khai quật hang hóa thạch Daemonelix tại Đài tưởng niệm Quốc gia Vườn hóa thạch Agate.

## Lịch sử

### Mối quan hệ với nguồn gốc Mỹ

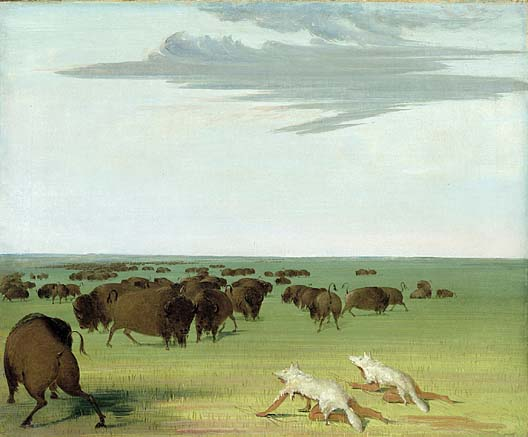
Săn trâu dưới lớp ngụy trang da sói, George Catlin, 1832–33.

Dân tộc (Paleo-Ấn Độ) đầu tiên đã đến Đại Bình nguyên hàng nghìn năm trước. Trong lịch sử, Đại Bình nguyên là phạm vi của Chân đen, Quạ, Sioux, Cheyenne, Arapaho, Comanche, và những người khác. Phần phía đông của Đại Bình nguyên là nơi sinh sống của các bộ lạc sống tại Etzanoa và trong các ngôi làng bán kiên cố của các nhà nghỉ trên đất, chẳng hạn như Arikara, Mandan, Pawnee, và Wichita. Việc đưa ngô vào khoảng năm 800 CN đã đưa đến sự phát triển của việc xây dựng văn hóa Mississippi dọc theo các con sông băng qua Đại Tây Dương, đồng bằng và bao gồm các mạng lưới thương mại phía tây đến dãy núi Rocky. Người Mississippi đã định cư ở Đại Bình nguyên tại các địa điểm ngày nay ở Oklahoma và Nam Dakota.

#### Sự xuất hiện của ngựa

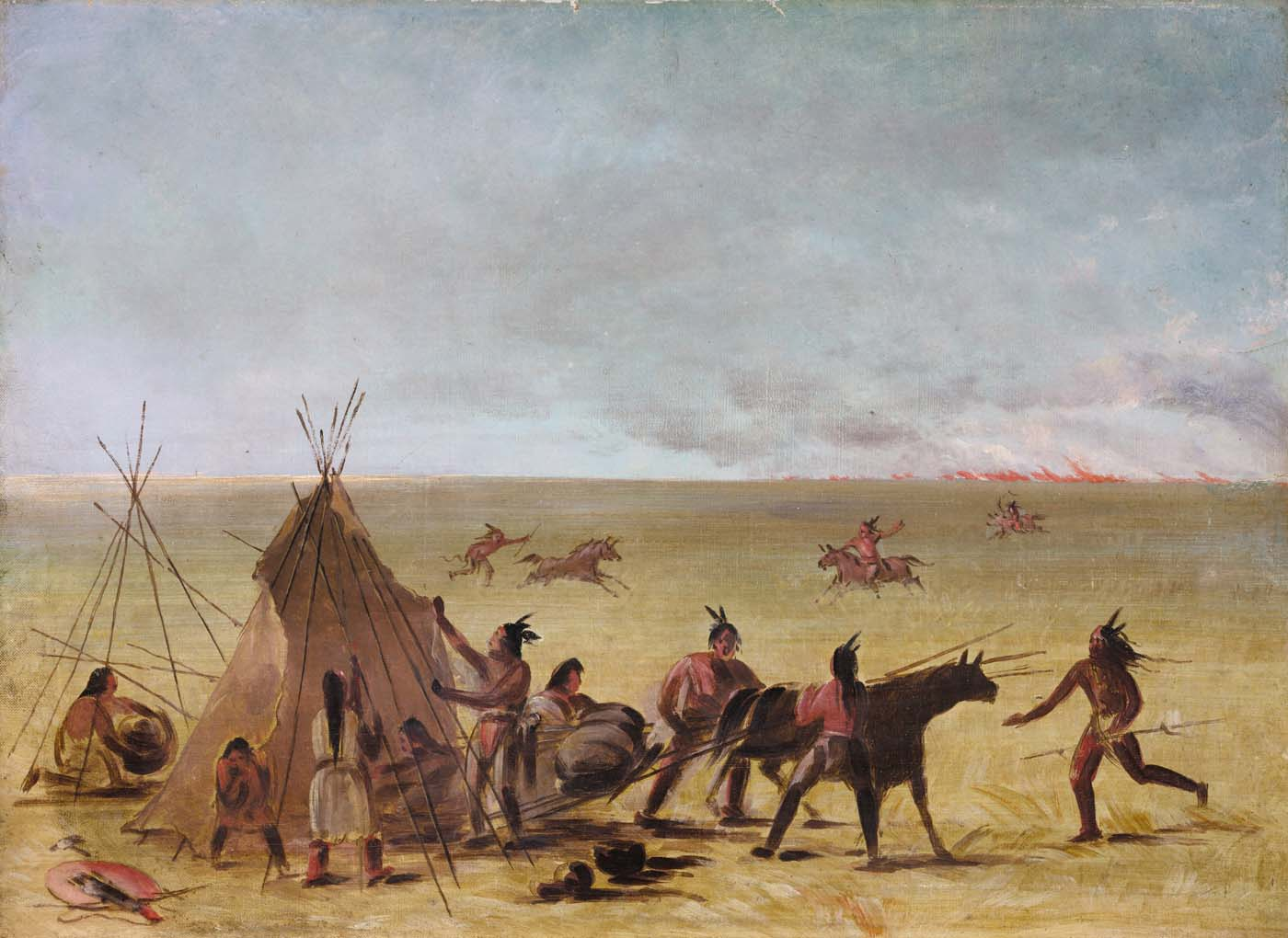
Gia đình người da đỏ hoảng hốt trước một đám cháy đồng cỏ, George Catlin, c. 1846

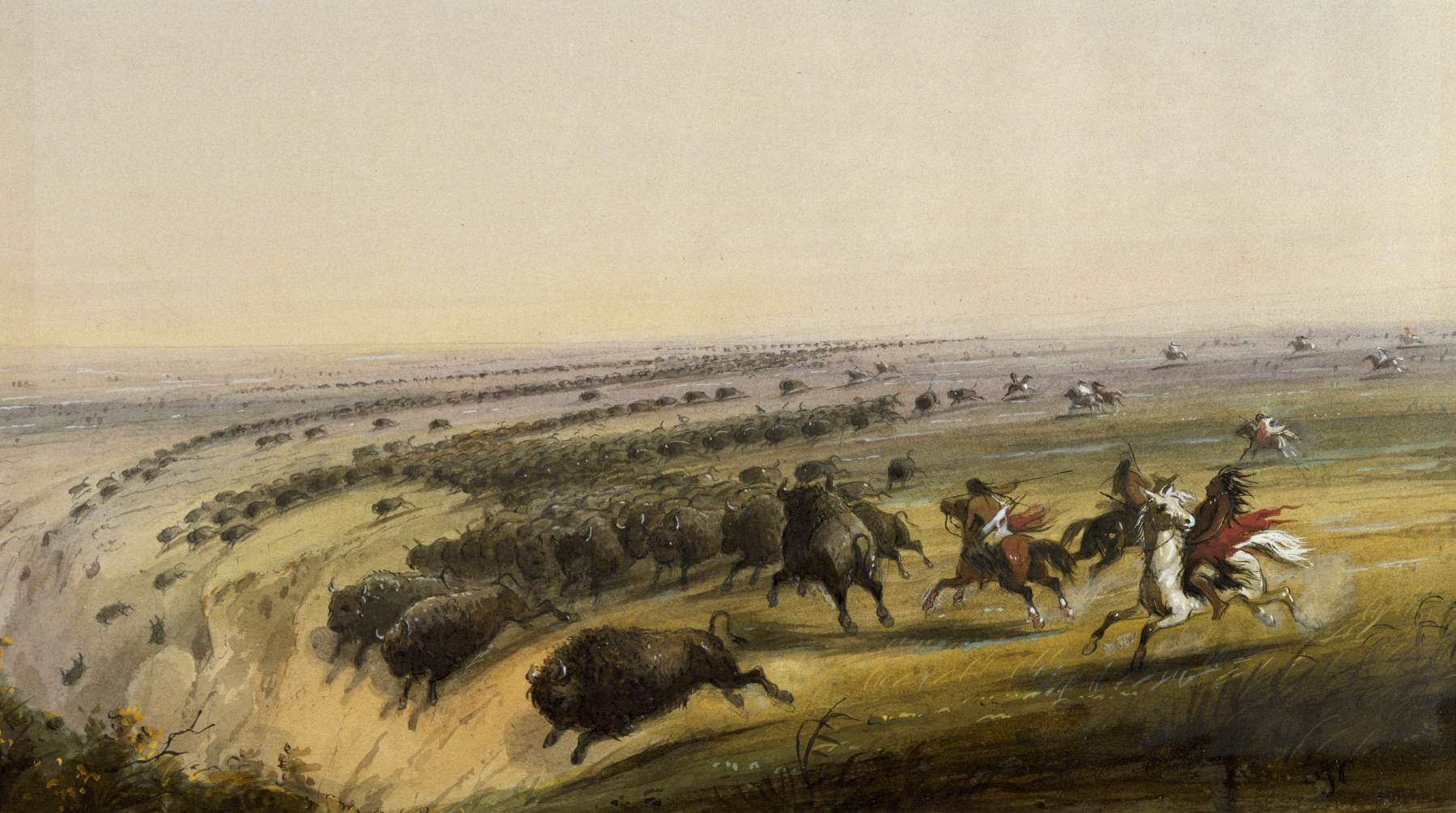
Bức tranh này của Alfred Jacob Miller là một bức chân dung về người da đỏ vùng đồng bằng đang đuổi theo con trâu trên một vách đá nhỏ. Bảo tàng nghệ thuật Walters.

#### Buôn bán lông thú

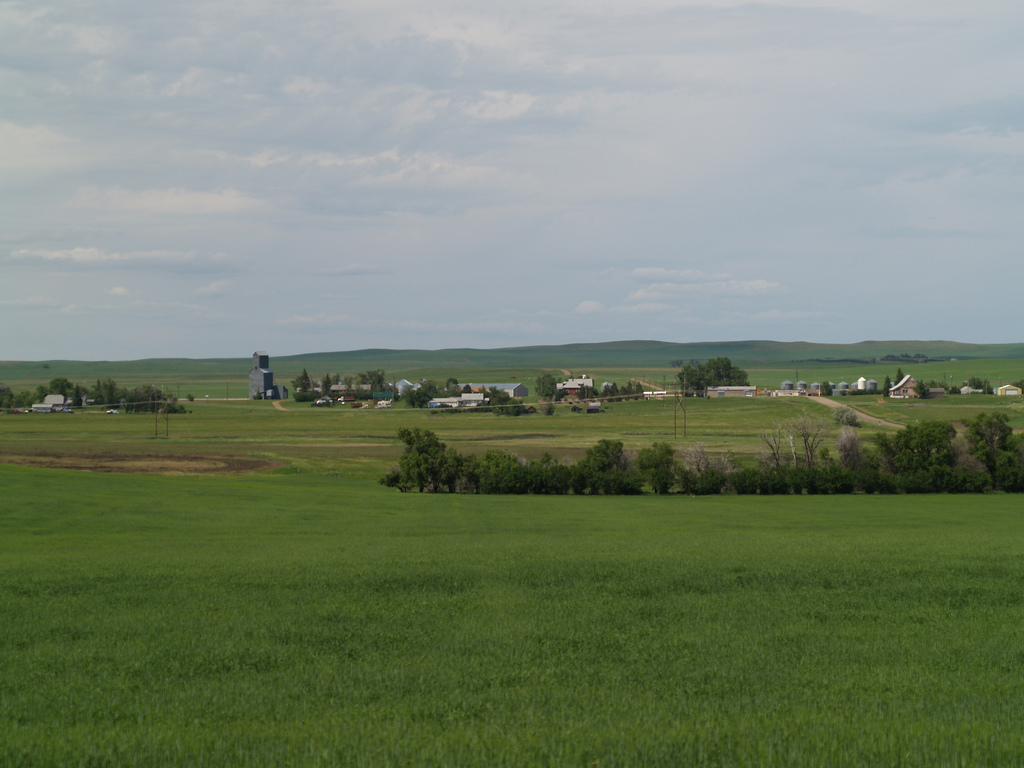
Đại Bình nguyên ở Bắc Dakota c. 2007, nơi các cộng đồng bắt đầu định cư vào thập niên 1870.

### Định cư tiên phong
- Pháo đài Lisa (1809), Bắc Dakota
- Pháo đài Lisa (1812), Nebraska

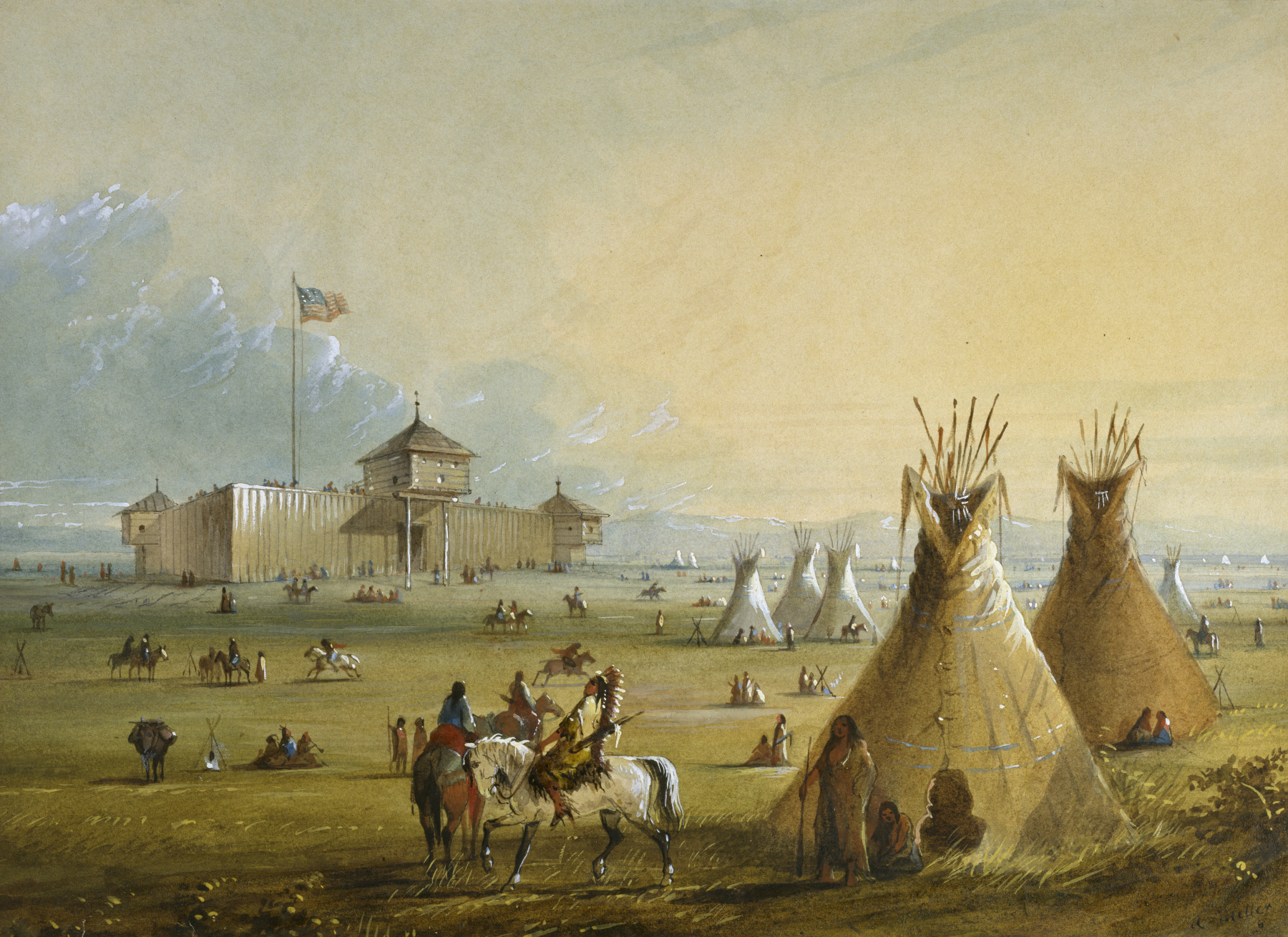
Pháo đài William, Pháo đài Laramie đầu tiên, hình ảnh trước năm 1840. Tranh vẽ dựa theo ký ức của Alfred Jacob Miller

- Pháo đài Atkinson (Nebraska) (1819), Nebraska
- Cột trụ Fontenelle (1822), Nebraska
- Trạm thông thương Cabanne (1822), Nebraska
- Pháo đài Kiowa (1822), Nam Dakota
- Pháo đài Laramie (1834), Texas
- Fort Parker (1834), Texas
- Zinkenburg (1845), Texas
- Pháo đài Kearney (1848), Nebraska
- Pháo đài Martin Scott (1848), Texas
- Pháo đài Croghan (1849), Texas
- Pháo đài Gates (1849), Texas
- Pháo đài Graham (1849), Texas
- Fort Worth (1849), Texas
- Pháo đài Belknap (1851), Texas
- Pháo đài Mason (1851), Texas
- Pháo đài Chadbourne (1852), Texas
- Pháo đài McKavett (1852), Texas
- Pháo đài Phantom Hill (1852), Texas
- Trại Colorado (1855), Texas
- Pháo đài McPherson (1863), Nebraska
- Pháo đài Mitchell (1864), Nebraska
- Pháo đài Concho (1867), Texas
- Pháo đài Griffin (1867), Texas
- Pháo đài Richardson (1867), Texas
- Pháo đài Sidney (1867), Nebraska
- Pháo đài Omaha (1868), Nebraska
- Pháo đàiHartsuff (1874), Nebraska
- Fort Sill (1869), Oklahoma
- Pháo đài Robinson (1874), Nebraska
- Trại Sheridan (1874), Nebraska
- Pháo đài Niobrara (1880), Nebraska
- Pháo đài Elliott (1875), Texas

Bắt đầu từ năm 1821, Đường mòn Santa Fe chạy từ sông Missouri đến New Mexico, men theo phía bắc của Comancheria. Bắt đầu từ thập niên 1830, Đường mòn Oregon bắt đầu từ Sông Missouri băng qua Đại Bình nguyên.

Homesteaders ở trung tâm Nebraska năm 1886
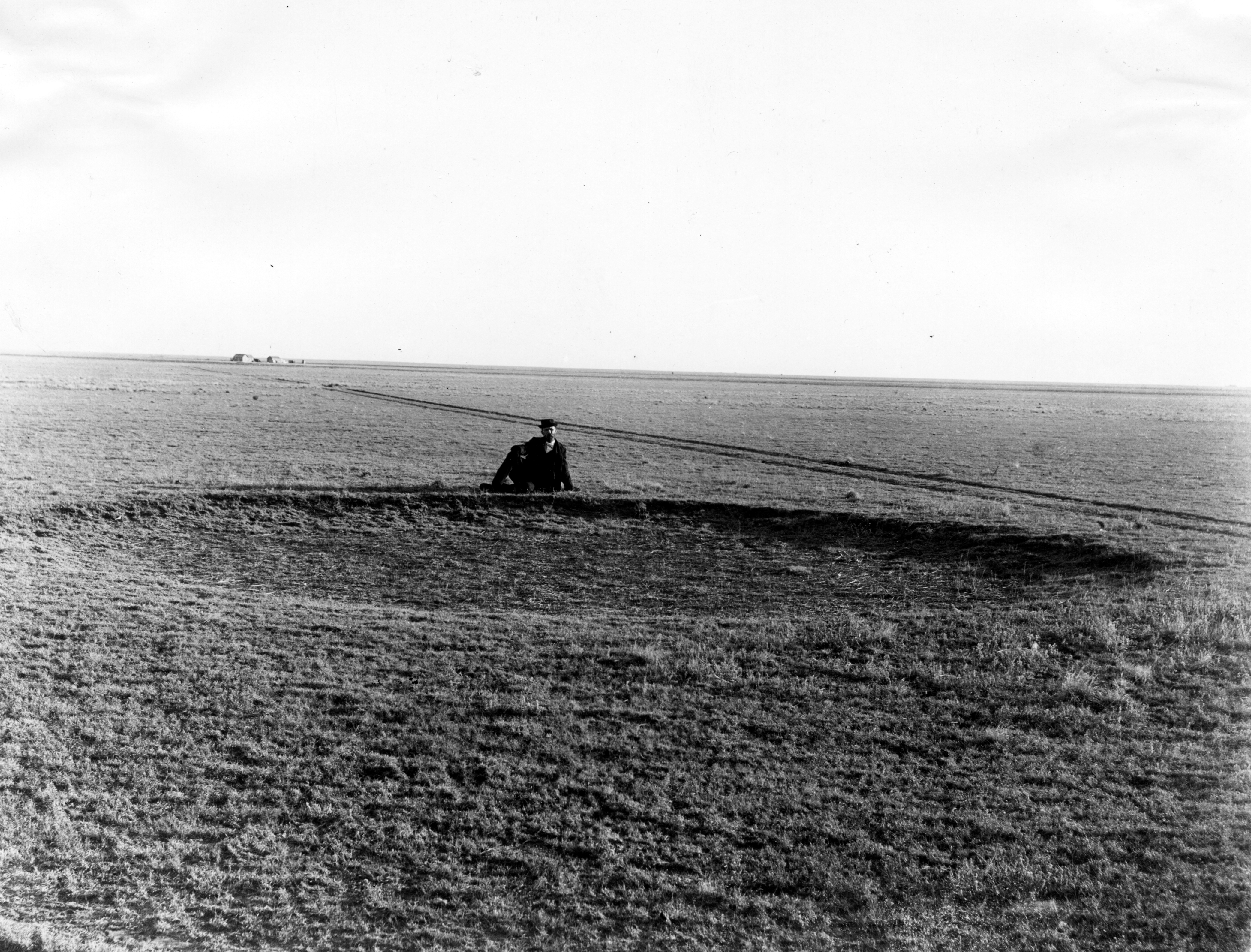
Đại bình nguyên trước khi cỏ bản địa bị cày xới, Haskell County, Kansas, 1897, ảnh cho thấy một người đàn ông gần đầm trâu
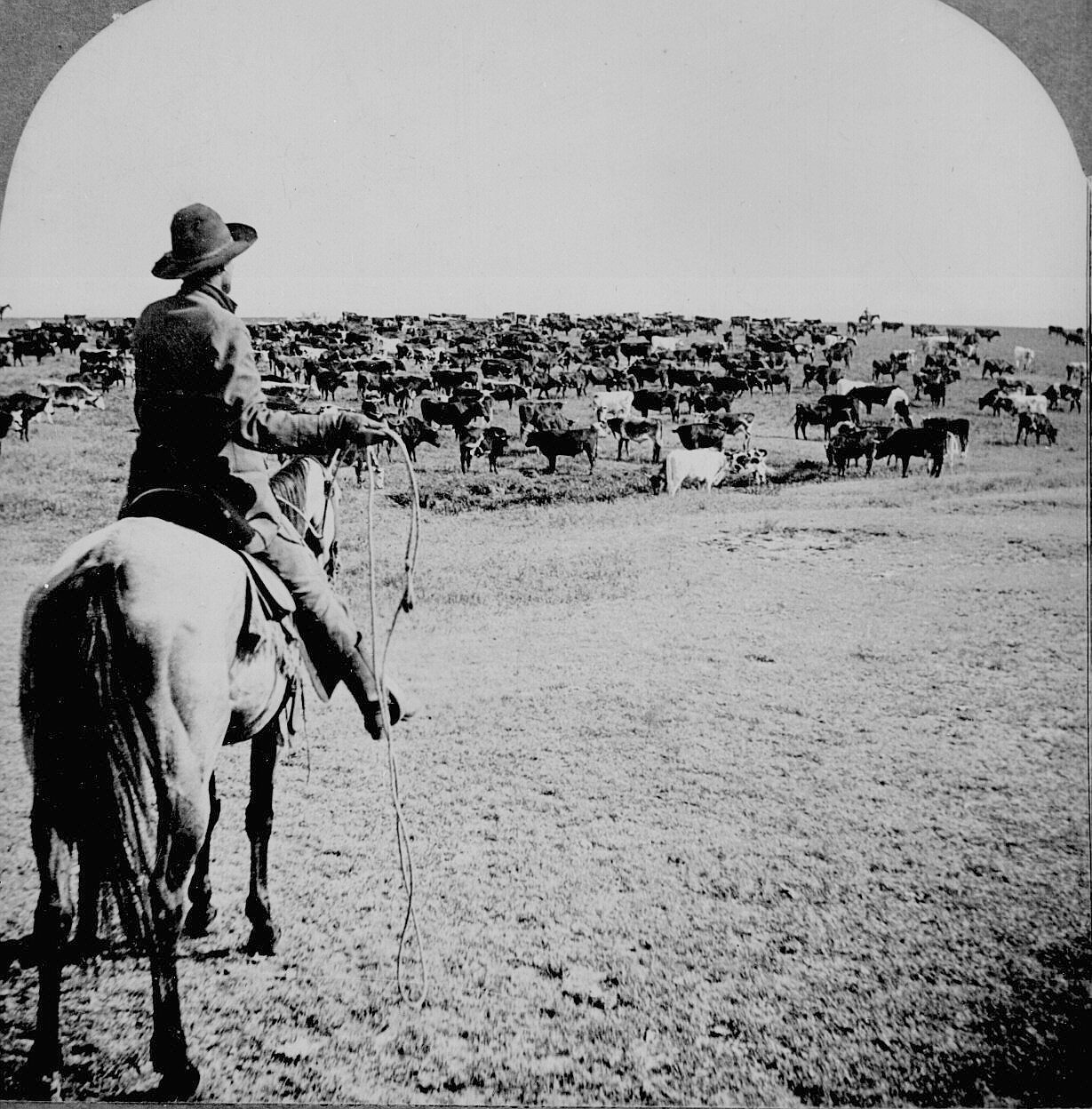
Đàn gia súc và cao bồi, c. 1902
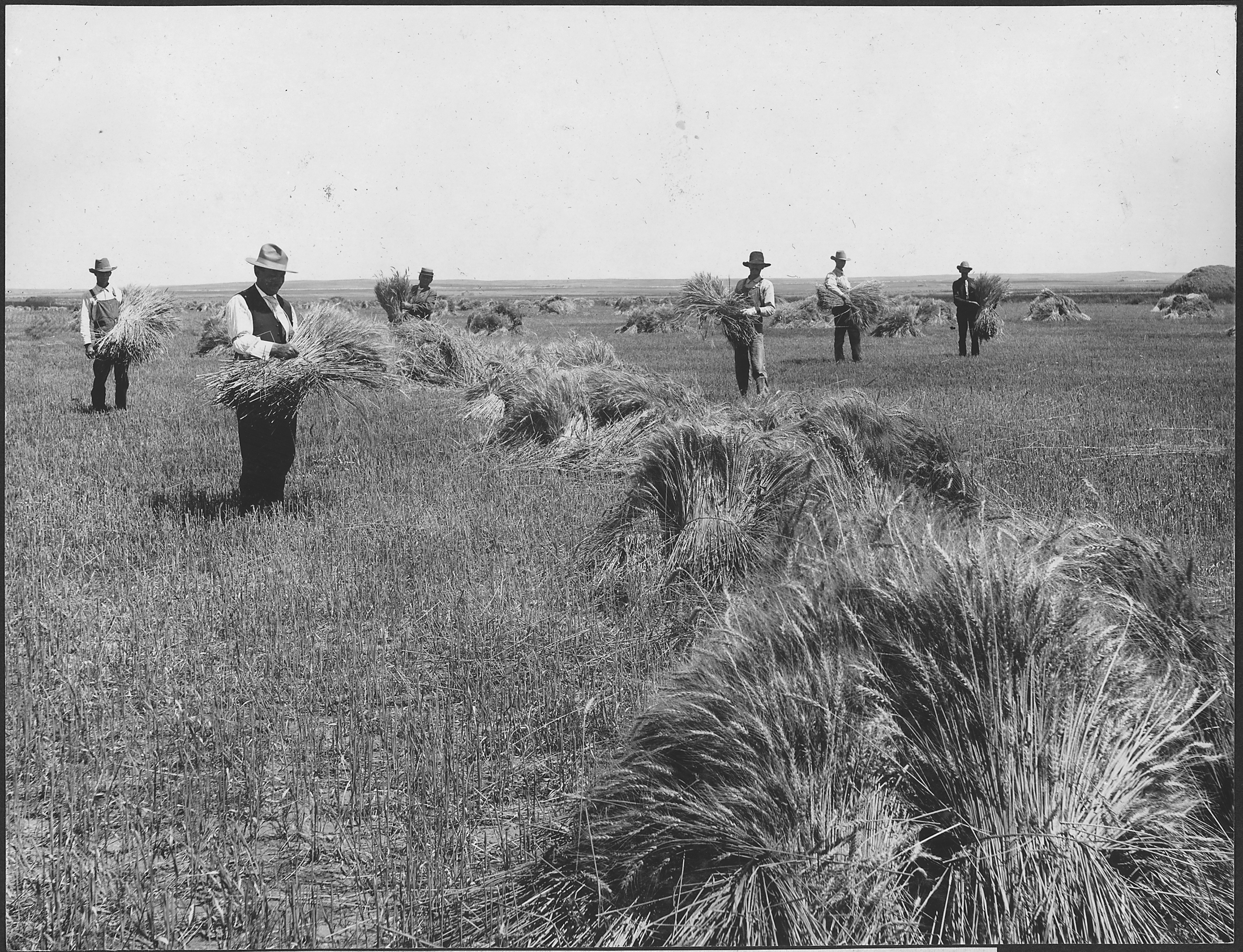
Cánh đồng lúa mì gần Mitchell, Nebraska, 1910

### Thế kỷ 20

Tỷ lệ rút nước từ Ogallala Aquifer

Từ thập niên 1950 trở đi, nhiều khu vực của Đại Bình nguyên đã trở thành những khu vực trồng trọt hiệu quả nhờ hệ thống tưới tiêu rộng rãi trên diện tích đất rộng lớn. Hoa Kỳ là nước xuất khẩu nông sản lớn. Phần phía nam của Đại Bình nguyên nằm trên Ogallala Aquifer, một lớp đất khổng lồ chứa nước dưới lòng đất. Trục thủy lợi trung tâm được sử dụng rộng rãi ở các khu vực khô hơn của Đại Bình nguyên, dẫn đến sự cạn kiệt tầng ngậm nước với tốc độ lớn hơn khả năng phục hồi của mặt đất.

#### Dân số suy giảm

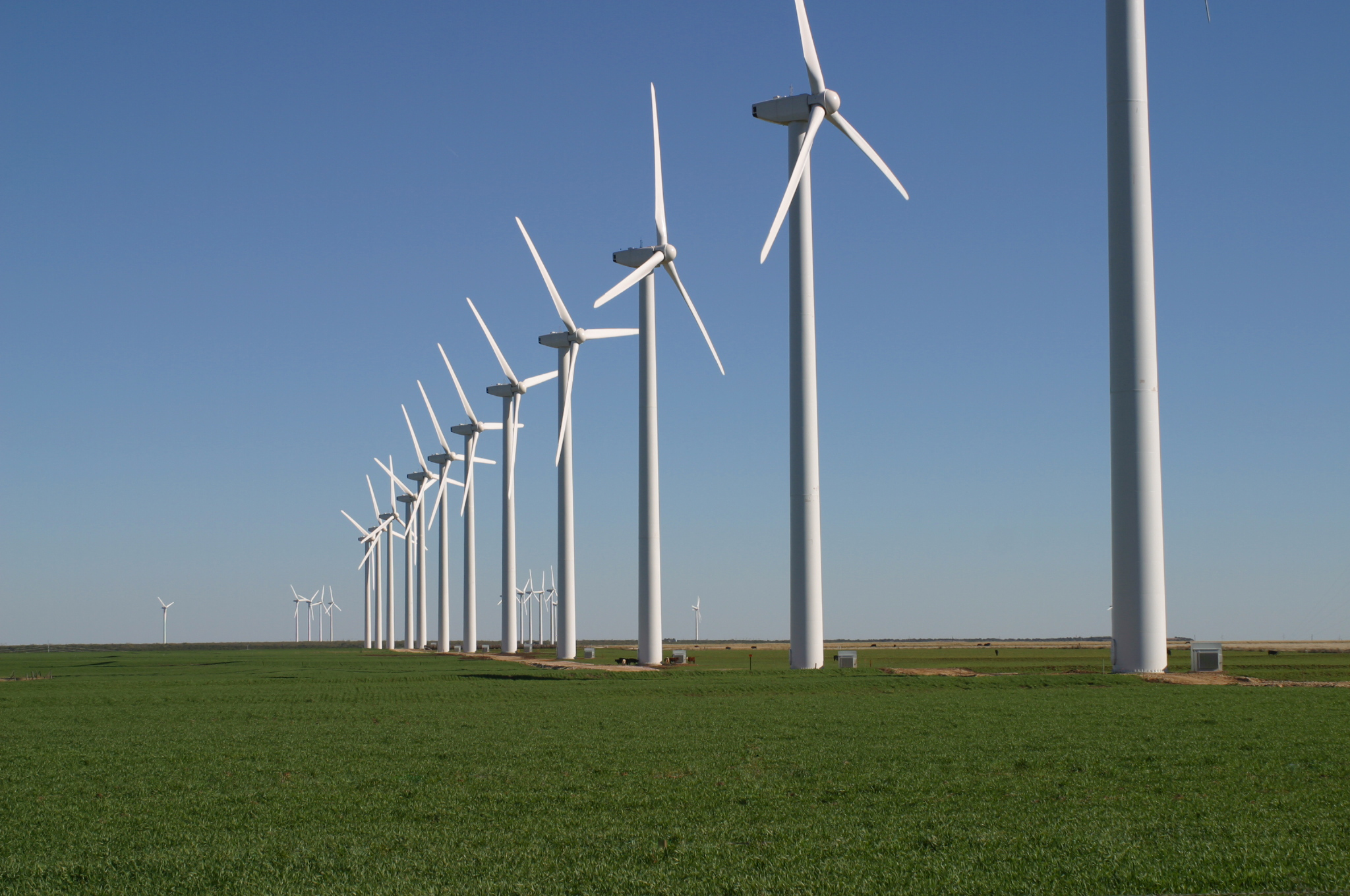
Trang trại gió ở vùng đồng bằng Tây Texas

Vùng đồng bằng nông thôn đã mất một phần ba dân số kể từ năm 1920. Vài trăm nghìn dặm vuông của vùng đồng bằng lớn có ít hơn 6 người trên dặm vuông (2,3 người trên kilômét vuông), tiêu chuẩn mật độ mà Frederick Jackson Turner đã sử dụng để tuyên bố biên giới Hoa Kỳ "đóng cửa" vào năm 1893. Nhiều nơi có ít hơn 2 người trên dặm vuông (0,77 người trên kilômét vuông). Theo nhà sử học Kansas Daniel Fitzgerald thì chỉ riêng ở Kansas có hơn 6.000 thị trấn ma. Vấn đề này thường trở nên trầm trọng hơn do sự hợp nhất của các trang trại và khó khăn trong việc thu hút ngành công nghiệp hiện đại vào khu vực. Ngoài ra, dân số trong độ tuổi đi học ít hơn đã buộc phải hợp nhất các khu học chính và đóng cửa các trường trung học ở một số cộng đồng. Sự mất mát dân số liên tục khiến một số người cho rằng việc sử dụng các phần khô hơn của Đại Bình nguyên là không bền vững, và đã có đề xuất trả lại khoảng 139.000 dặm vuông Anh (360.000 km2) của những phần khô hơn này cho vùng đồng cỏ bản địa dưới dạng Cộng đồng trâu rừng.

### Năng lượng gió
Đại Bình nguyên đóng góp đáng kể vào năng lượng gió ở Hoa Kỳ. T. Boone Pickens đã phát triển các trang trại gió sau khi làm việc với tư cách là giám đốc điều hành dầu khí, và ông đã kêu gọi Hoa Kỳ đầu tư 1 nghìn tỷ đô la để xây dựng thêm 200.000 MW năng lượng gió ở Đồng bằng như một phần trong kế hoạch Pickens. Ông trích dẫn Sweetwater, Texas, như một ví dụ về sự phục hồi kinh tế nhờ phát triển năng lượng gió.

### Thảo nguyên quốc tế
- Thảo nguyên Á-Âu
- Thảo nguyên Kazakhstan
- Pampas, ở Argentina, Uruguay, Brazil
- Thảo nguyên Pontic–Caspian
- Puszta